# Ishihara Sangyō

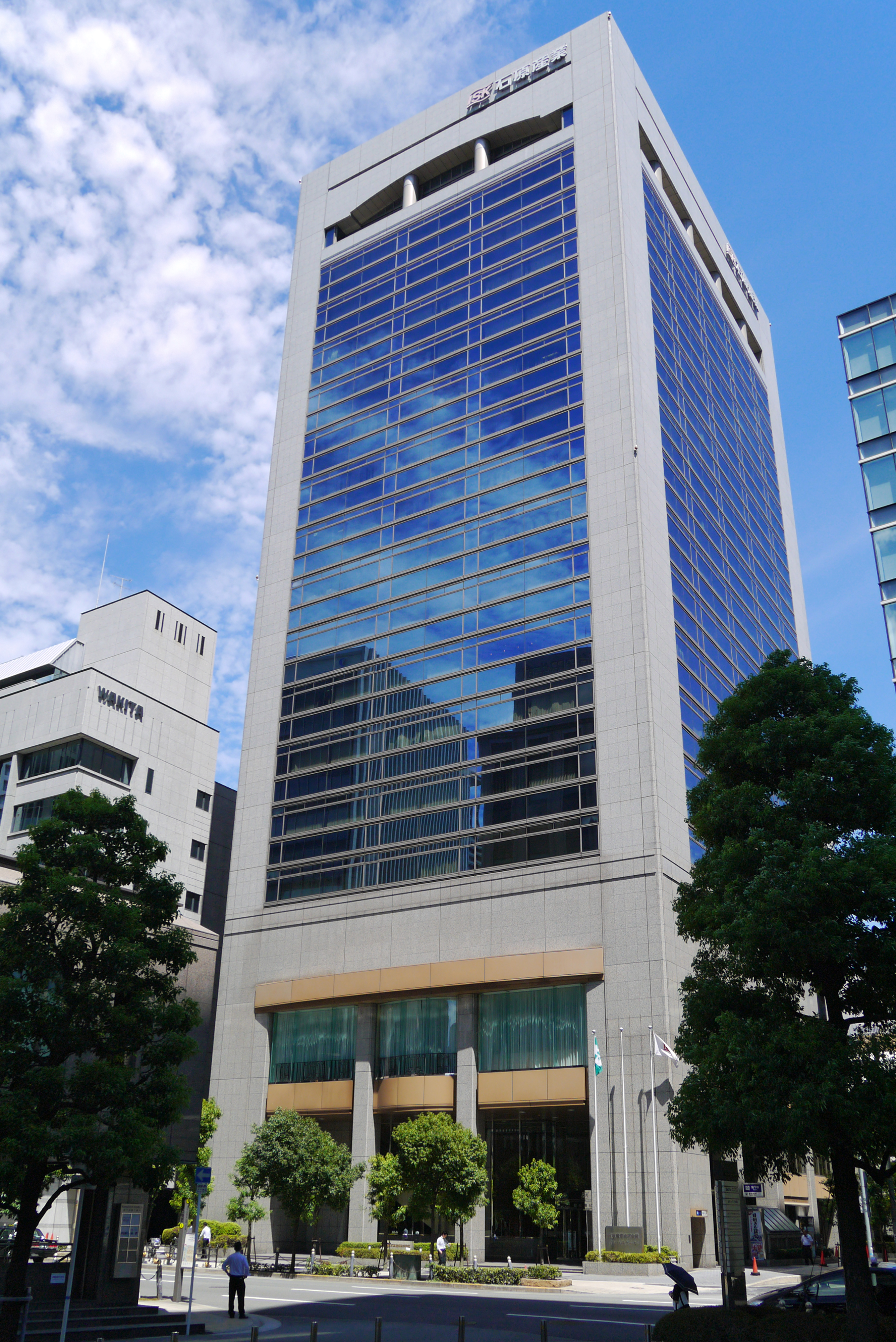
Zentrale in Osaka

Ishihara Sangyō (jap. 石原産業株式会社, kurz: ISK) ist ein japanischer Chemiekonzern.
Das Unternehmen geht auf ein 1920 von Hiroichiro Ishihara gegründetes Minenunternehmen zurück. Es betrieb mehrere Eisen- und Manganminen auf der malaiischen Halbinsel sowie Kupferminen in Japan. Später engagierte sich das Unternehmen auch in verwandten Branchen (Schifffahrt, Chemie). Durch den Zweiten Weltkrieg verlor es seine überseeischen Besitzungen, es verblieb nur die Chemiefabrik in Yokkaichi, Japan.
Hauptprodukt von Ishihara Sangyō war Titandioxid. Inzwischen hat Unternehmen jedoch seine Fabrik in Singapur geschlossen und konzentriert sich auf das Agrarchemiegeschäft.

## Produkte
- Titandioxid
- Zinkoxid
- Trifluormethylpyridine[5]

### Pflanzenschutzmittel
Fungizide
- Fluazinam
- Cyazofamid

Herbizide
- Nicosulfuron
- Flazasulfuron

Insektizide
- Chlorfluazuron
- Flonicamid

Nematizide
- Fosthiazat

(Quelle:)